# Antonio Piga Pascual
Antonio Piga Pascual (Madrid, 6 de enero de 1879 – ib., 23 de agosto de 1952) fue un médico forense español.

## Biografía[1][2][3]
Nació en Madrid en el seno de una familia de origen humilde. Tras obtener el grado de bachiller en el Instituto de San Isidro, logró la licenciatura en Medicina y Cirugía a los 21 años, con la calificación de sobresaliente. En 1904 leyó su Tesis de doctorado: «Estudio de los medicamentos hipnóticos», la cual  mereció la calificación de sobresaliente de un tribunal que contaba con D. Santiago Ramón y Cajal como vocal .
Recién licenciado, ejerció como médico titular de Cenicientos (Madrid). Durante los 5 años en que permaneció en esta localidad desarrolló una encomiable labor como médico rural, y el Ayuntamiento solicitó para  él la gran Cruz de Beneficencia «por su comportamiento altruista, celo y eficacia durante una epidemia de coqueluche». En 1905 contrajo matrimonio con Emilia Sánchez-Morate, miembro de una familia de raigambre toledana. En ese mismo año, ganó una plaza de médico numerario de la Beneficencia Provincial de Toledo, y trasladó su residencia a esta ciudad. Aquí trabajó como facultativo del hospital de Tavera, presidió la Sección de Ciencias Naturales del Ateneo y fundó la «Revista Sanitaria de Toledo». En esta temprana etapa comenzó su actividad como autor de escritos de divulgación médica y social, entre las que destaca:  «Las bebidas alcohólicas. El alcoholismo», con A. Marinoni como coautor.
En 1911, con motivo de la epidemia de cólera, se trasladó al Vendrell (Tarragona), una de las zonas más afectadas de la Península. Allí colaboró con el eminente bacteriólogo Dr. Ferrán y Clúa en el perfeccionamiento del método de vacunación anticolérica. Editó un folleto que el Dr. Ferrán escribió sobre este particular, al que el Dr. Piga añadió algunas notas de interés práctico.
En 1915 consigue la plaza de médico auxiliar de la Real Casa primero en calidad de supernumerario y después en propiedad, nombramiento firmado por el Rey Alfonso XIII. 
Al estallar la Pandemia de gripe de 1918  se incorporó como voluntario a los hospitales de Carabanchel Alto y General de Madrid. El abundante material clínico y de necropsia que reunió le permitió escribir, en colaboración con el bacteriólogo Dr. Lamas, la obra «Infecciones de tipo gripal».
Pionero en la radiología diagnóstica y terapéutica y socio fundador de la Sociedad Española de Electrología y Radiología Médicas, promovió junto a los doctores Celedonio Calatayud y Ferrán el Instituto Electro-Médico, que fue considerado un modelo de avance técnico-médico para la época.
Colaboró con diversas Unidades  del Hospital Central de la Cruz Roja (San José y Santa Adela) siendo nombrado jefe del Servicio de Radiología  y Oncología en 1934. Allí desarrolló una teoría original sobre la significación médico legal de los cánceres relacionados con factores etiológicos propios del lugar de trabajo, estableciendo la dimensión del cáncer como enfermedad profesional. Y propuso el concepto de «oncotecnopatías» como uno de los mecanismos de interés patogénico en la génesis tumoral. También fueron innovadores sus estudios sobre la fluorescencia de los agentes cancerígenos sometidos a la luz de Wood.
Catedrático y director de la Escuela de Medicina Legal, contribuyó a establecer el lugar clave que ocupa en la actualidad la Medicina forense en la investigación judicial. Entre otras aportaciones fue de los primeros en investigar las diatomeas en la muerte por sumersión y describió la radioscopia en la paralización cardíaca y signos como el del «salto traumático» en el atropello y el de la «cuádruple fractura» en la precipitación. También son reseñables sus trabajos sobre el significado médico legal de las fracturas del cráneo, y sobre la fluorescencia de la materia orgánica y su importancia en la identificación de restos humanos. Por otra parte, elaboró numerosos informes, alcanzando gran celebridad como perito forense. Entre los casos más relevantes en los que participó destacan: el «Suceso en el Madrid Moderno», el esclarecimiento de «La muerte de míster Lefevre», el «Suceso de la calle Fortuny», el «Crimen del atrio de San Ginés», el «Suceso de la calle del Príncipe», y el «Caso de las niñas desparecidas».  En julio de 1936, acompañado de los doctores José Águila Collantes y Blas Aznar, Antonio Piga realizó la autopsia de José Calvo Sotelo. El momento fue inmortalizado en una instantánea de Alfonso Sánchez Portela que aún hoy en día, por su fuerza plástica y significado, es una referencia visual clave en un hecho de gran alcance histórico.
Elegido presidente del Colegio de Médicos de Madrid en 1932, durante su mandato se aprobó el «Reglamento para las consultas públicas gratuitas» y el «Código de Deontología Médica» . Y como vocal del Consejo General de Colegios de Médicos, con la experiencia previa de haber formado parte del núcleo promotor del «Instituto de Medicina Social», siendo presidente una de sus secciones y miembro de la Junta de Gobierno, participó en el estudio de un futuro «Seguro Obligatorio de Enfermedad». Su labor al frente de la corporación colegial ha sido reconocida con la denominación de “Aula Antonio Piga” a una de sus dependencias.
En 1941 fue nombrado académico de número en la Real Academia Nacional de  Medicina versando su discurso de ingreso sobre «La Ley de la Apetencia Tóxica».

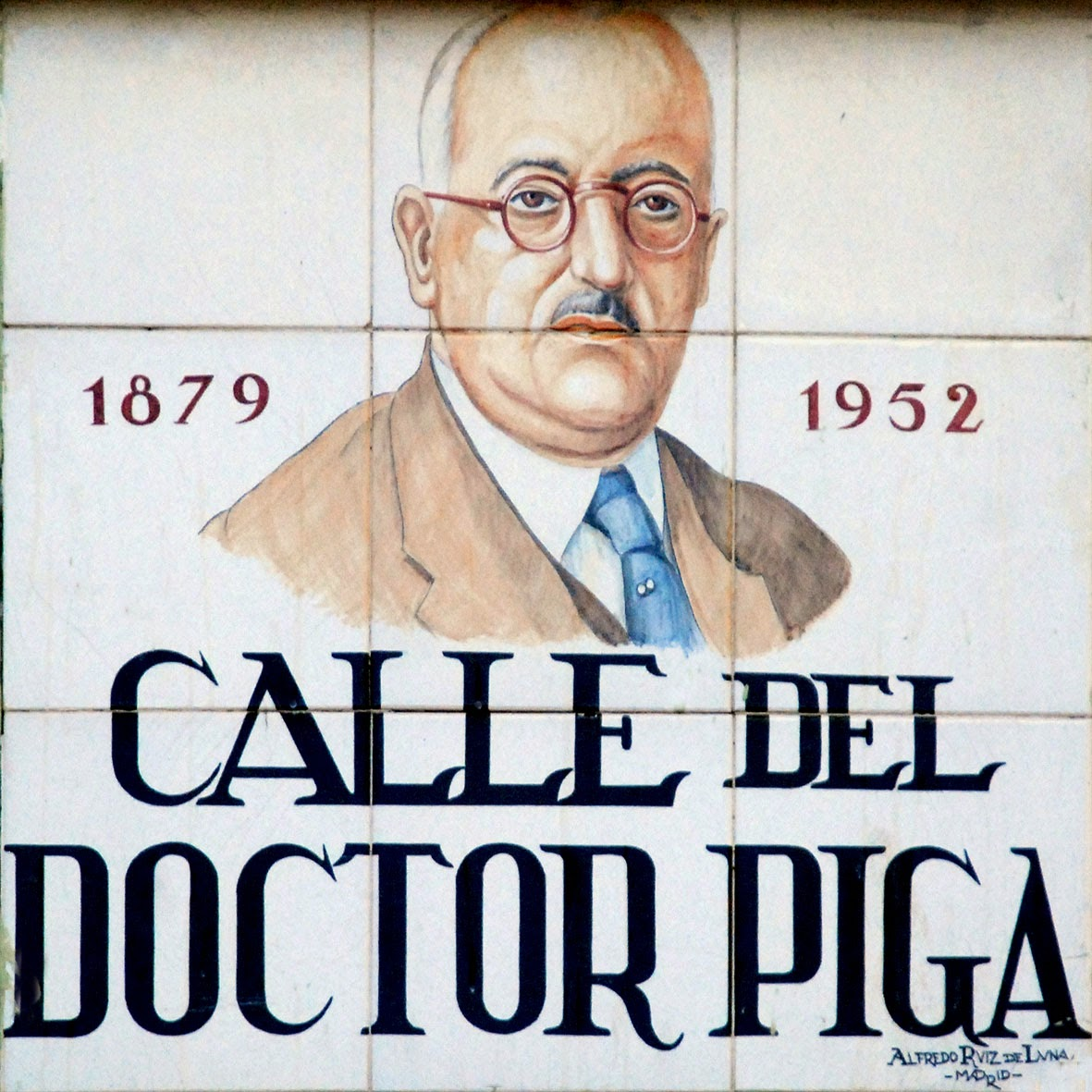
Placa de la calle dedicada al Doctor Piga Pascual

Entre los cargos directivos institucionales que desempeñó nombraremos como más representativos los siguientes: Miembro fundador y Presidente de la Sociedad Española de Electrología y Radiología Médicas; Decano y Presidente del Cuerpo Nacional de Médicos Forenses; Presidente del Primer Congreso Español de Medicina Legal (Madrid 1941); Presidente de la Liga Española de Higiene Mental; Vicepresidente de la Academia Médico-Quirúrgica Española; Miembro de honor de la Asociación Española de Neuropsiquiatría; y Miembro correspondiente de la Sociedad de Medicina Legal y Criminología de Sao Paolo (Brasil).  Y de los numerosos premios y distinciones honoríficas que recibió, cabe destacar: la Cruz de Beneficencia , la Gran Cruz de la Orden Civil de Sanidad, la Cruz Meritísima de Primera Clase de San Raimundo de Peñafort , la Cruz de la Orden Civil de Alfonso X el Sabio y la Medalla de Oro de la Cruz Roja.   
Jubilado como catedrático en 1949, continuó como director de la Escuela de Medicina Legal hasta 1951. Muy cerca del lugar que ocupa el Colegio de Médicos, el ayuntamiento de Madrid ha dedicado una calle a su memoria.
Esta reseña quedaría incompleta sin una mención final a la actividad del Dr. Piga Pascual como escritor, destacando obras como: «Informes sobre la causa de la muerte de la reina María Luisa de Orleans»  o «La duquesa de Alba y su tiempo».    

## Obras
- http://datos.bne.es/persona/XX1400437.html
- https://ucm.on.worldcat.org/search?databaseList=&queryString=Antonio+Piga+Pascual